# Croix de Mane-Bley
La croix de Mane-Bley est située Rue de la Grotte, à  Ploemel dans le Morbihan

## Historique
La croix fait l’objet d’une inscription au titre des monuments historiques depuis le 7 octobre 1935.

## Architecture
La croix de Mane-Bley est en granit. Ses bras sont courts et elle possède une vague forme de croix de Lorraine.